# Alfred von Boxberg
Alfred von Boxberg (* 26. Oktober 1841 in Leipzig; † 14. Juni 1896 in Weimar) war ein deutscher Verwaltungsjurist und Ministerialbeamter.

## Leben
Alfred von Boxberg studierte an der Universität Leipzig Rechtswissenschaft und wurde 1860  im Corps Misnia Leipzig aktiv. Er war Gerichtsreferendar beim Gerichtsamt Kamenz und Assessor beim Gerichtsamt Dresden. 1875 kam er als Regierungsassessor zur Amtshauptmannschaft Oschatz, der er ab 1882 als Amtshauptmann vorstand. Am 1. Oktober 1883 wechselte als Amtshauptmann zur Amtshauptmannschaft Bautzen, wo er zum Oberregierungsrat ernannt wurde. Seit dem 1. Januar 1892 Geheimer Staatsrat, war er bis zum 14. Juni 1896 Mitglied des Staatsministeriums zu Weimar und Chef des Kultusdepartements. Er starb mit 55 Jahren im Amt.